# Guido Calvi
Guido Calvi (ur. 1 maja 1893 w Bergamo, zm. 6 września 1958 tamże) – włoski lekkoatleta specjalizujący się w biegach średnich.
Calvi reprezentował Królestwo Włoch na igrzyskach olimpijskich podczas V Letnich Igrzyskach Olimpijskich w 1912 roku w Sztokholmie, gdzie wystartował w dwóch konkurencjach. W biegu na 800 metrów ukończył swój bieg eliminacyjny z nieznanym wynikiem na czwartym miejscu, co nie pozwoliło mu zakwalifikować się do fazy półfinałowej. Startował także w biegu na 1500 metrów, lecz nie ukończył swojego biegu eliminacyjnego.
Reprezentował barwy klubu Atalanta Bergamo.
Rekordy życiowe:
- bieg na 800 metrów – 2:01,80 (1912) wynik ten był do 1920 rekordem Włoch[1]